# 小林秀三
小林 秀三（こばやし ひでぞう、1884年3月15日 - 1904年9月21日または9月22日）は、明治時代の日本の教員。田山花袋の小説『田舎教師』のモデルになったことで知られる。

## 来歴
栃木県足利郡小俣村（現・足利市）に生まれる。父の家業が不振となったため、9歳だった1893年6月に埼玉県熊谷町に転居した。
埼玉県第二尋常中学校（のちの埼玉県立熊谷中学校、現・埼玉県立熊谷高等学校）に進学した。家庭の貧窮がさらに進んだため、中学在学中の1900年の冬に北埼玉郡忍町（現・行田市）に再度転居している。中学卒業時には弘中又一（夏目漱石の小説『坊っちゃん』のモデル）が教員におり、弘中赴任後の最初の卒業生でもあった。小林は中学校の第二回卒業生だった。
1901年の卒業後は、貧困のため進学できず、現在の羽生市にあった弥勒高等小学校の代用教員となる。赴任当初は学校の宿直室に泊まっていたが、5月末から建福寺（現・羽生市内）に下宿して生活する。代用教員を務めながらも早稲田専門学校（現・早稲田大学）を目指していたと推察されているが、夏休み明けの高等小学校にオルガンが届くとそれを機に音楽に関心が向き（小林は高等小学校の生徒だった頃に「唱歌」で好成績を収めていた）、写譜、さらには自ら作曲した歌を生徒にも歌わせた。一方、授業料が払えない生徒に薄給の中から月々１円50銭を与え卒業させていた。音楽を独学した小林は、1903年3月に東京音楽学校の音楽教員養成コースである甲種師範科を受験するが不合格に終わる。その後結核に罹患し、1904年に死去した。享年21（満20歳没）。墓は建福寺に建てられた。
小林は日記を残しており、没後に建福寺住職・太田玉茗の義弟だった田山花袋（妻が太田の妹）が寺を訪問した際に小林の墓碑に気付いて興味を抱き、日記に基づいて『田舎教師』を執筆した。